# El país de las sombras largas
El país de las sombras largas (en inglés: Top of the World) es una novela escrita en 1950 por el escritor suizo Hans Ruesch. En su época se convirtió rápidamente en un superventas.

## Argumento
Es una narrativa que se desarrolla en el Ártico, la cual nos cuenta la historia de un joven inuit llamado Ernenek y de su pequeña familia, con la que convive la madre de su mujer Asiak, Pauti. Educado con una cultura donde las costumbres, tradiciones y la naturaleza imperan en la vida de todos los inuit y como la aparición del hombre blanco trastoca todas las costumbres de éstos, rompiendo el delicado equilibrio de sus habitantes. Provocando reacciones violentas y poniendo a prueba el raciocinio de sus habitantes, los cuales, no pueden concebir la manera tan irrespetuosa con la que los hombres blancos hacen uso de la naturaleza. El cual los obliga a su inevitable destrucción. A lo que al final el joven Ernenek, después de luchar y tratar de entender a estos hombres y sufrir por sus acciones, decide regresar y refugiarse en su amado y solitario Ártico.
Durante el transcurso de la novela se describen algunas de las costumbres de los esquimales (nombre despectivo para referirse a los inuit). La forma en que roen el pescado para conseguir calcio, lo que en consecuencia les hace perder los dientes a temprana edad, su forma de conseguir alimento y las condiciones que viven durante los seis meses de invierno ártico.

## Secuela y adaptación al cine
En 1959, la novela fue adaptada al cine con el título de Los dientes del diablo (título original en inglés The Savage Innocents), fue protagonizada por Anthony Quinn y Peter O'Toole bajo la dirección de Nicholas Ray.
En 1974, el autor escribió la secuela de esta novela con el título de El regreso al país de las sombras largas, en la que narra las experiencias del hijo de Ernenek.